# Rudolf Sigl

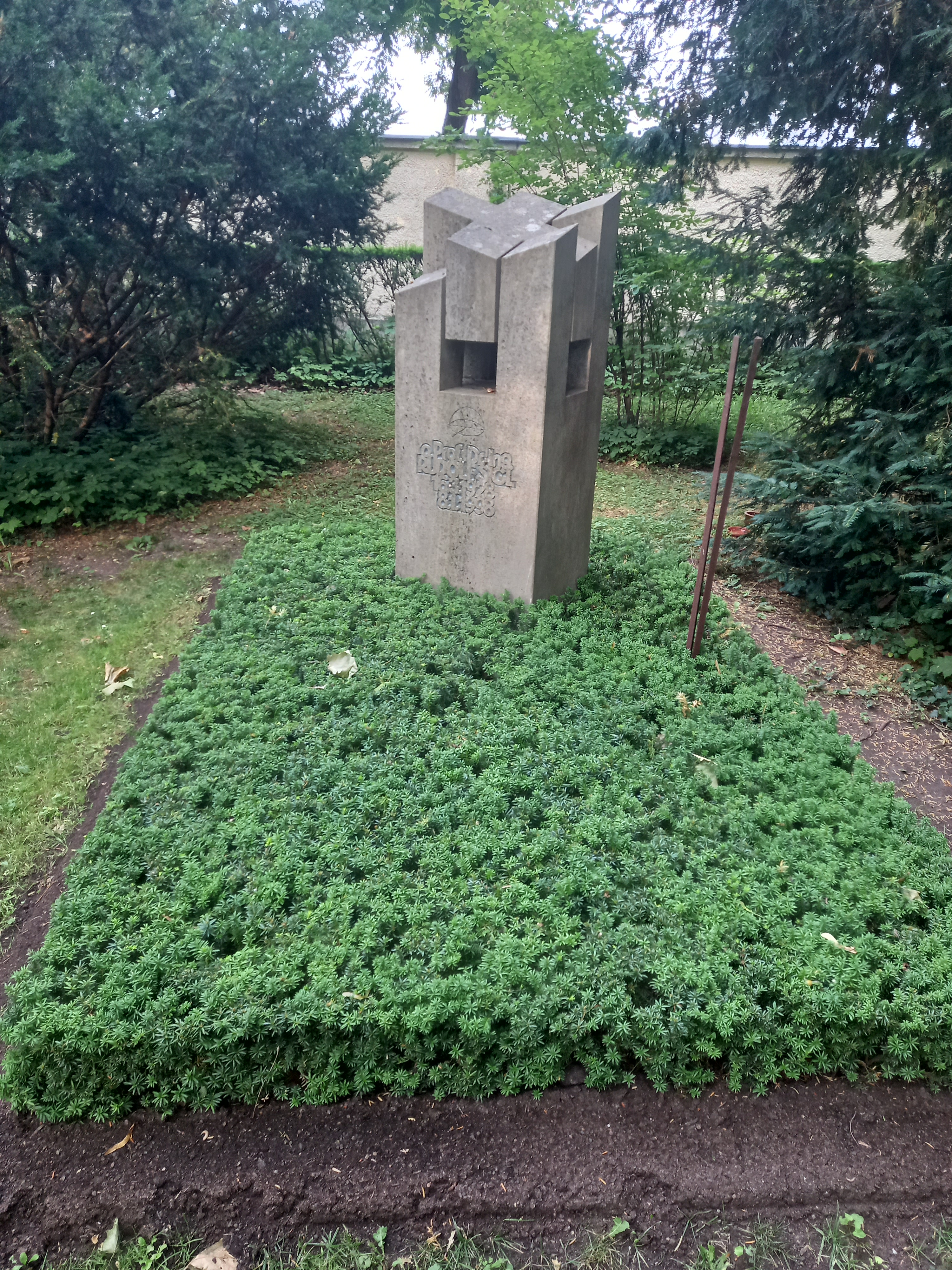
Das Grab von Rudolf Sigl auf dem Westfriedhof (München)

Rudolf Sigl (* 16. März 1928 in München; † 8. Januar 1998 in München) war lange Zeit Ordinarius und Direktor des Instituts für Astronomische und Physikalische Geodäsie der TU München und baute den Fachbereich Satellitengeodäsie in Deutschland auf.

## Leben
Er begann seine höhere Ausbildung im zweiten Bildungsweg und erlangte sein Diplom in der Fachrichtung Vermessungswesen an der TUM in kürzester Zeit. Danach wurde er trotz seiner jungen Jahre von seinem Mentor Max Kneissl mit sehr verantwortungsvollen Aufgaben betraut und erhielt schon mit 34 Jahren einen Ruf auf die neugeschaffene Lehrkanzel für Astronomische und Physikalische Geodäsie der TH München. Trotz einiger verlockender Angebote an andere Forschungs- und Hochschul-Institute blieb er auf seiner Münchener Professur bis zu seiner Emeritierung. Dies hat vermutlich wesentlich mit dem „Sonderforschungsbereich (SFB) Satellitengeodäsie“ zu tun, der bis etwa 1990 in heftiger Entwicklung war.
Damit trug Sigl wesentlich zur Etablierung neuer Gebiete innerhalb der Geowissenschaften bei – insbesondere zur Gründung der Fundamental- und Satellitenstation Wettzell (bei Viechtach, Bayerischer Wald) – ein Observatorium für geodätische Raumverfahren – und nach der Wiedervereinigung Deutschlands auch des GeoForschungsZentrum Potsdam. Dort wurde unter anderem (teilweise noch zur Wirkungszeit Sigls) die Planung des ersten geowissenschaftlichen Satelliten Deutschlands vorangetrieben. Als GFZ-1 wurde dieser 2000 gestartet und vermisst seither das Magnet- und Schwerefeld der Erde mit bisher ungeahnter Präzision.
Sigl erkannte früh auch weitere Möglichkeiten der moderner Technologie für die Geodäsie. Im Verbund mit dem Institut für Angewandte Geodäsie (IfAG) in Frankfurt, in engen Kooperationen und unterstützt durch Mentoren, die an ihn und diese Entwicklung glaubten, entstand der sehr aktive Sonderforschungsbereich „Satellitengeodäsie“. Mit ihm kam eine neue geodätische Disziplin zur Entfaltung, die zum guten internationalen Ruf der deutschen Geodäsie beitrug. Experimentelles Zentrum und damit Herzstück ihrer Forschung & Entwicklung ist die genannte Fundamentalstation Wettzell.
Neben seiner Tätigkeit als Hochschullehrer und Forscher war er Mitglied verschiedener Wissenschaftsgremien des In- und Auslandes, 1965 und 1966 Dekan, Gutachter, Mitglied der Bayerischen Akademie der Wissenschaften und des Deutschen Museums, Leiter der DGK und Präsident der Kommission „Kontinentale Netze“ der IAG.
In seinen Publikationen und Forschungen verstand sich Rudolf Sigl als Mittler – zwischen der traditionellen Geodäsie, in der er aufgewachsen war, und ihren neuen Zweigen, aber auch als Mittler zwischen den hohen Ansprüchen der Wissenschaft und den Bedürfnissen der Studenten. Er veröffentlichte vier Lehrbücher und über 250 Einzelarbeiten, neben der Beratung von Doktoranden und Habilitationen.
Unter den verschiedenen Auszeichnungen seien die Levallois-Medaille der IAG und gleich drei Akademie-Mitgliedschaften angeführt: bei der mathematisch-naturwissenschaftlichen Klasse der Bayerischen Akademie der Wissenschaften, der Österreichischen Akademie der Wissenschaften und der Academia Scientiarum et Artium Europaea. Ferner zwei Ehrendoktorate und die goldene Ehrennadel der TU München. Über lebensbedrohende Gesundheitsprobleme zweier Jahrzehnte half Rudolf Sigl sein Optimismus und sein Pflichtgefühl. Als Emeritus blieb er dem Fachbereich Geodäsie stark verbunden und nahm Anteil an dessen Freuden und Nöten. Noch als fast 70-Jähriger pflegte er zusammen mit seiner Frau Elisabeth die Musik und das Wandern in den bayerischen Bergen.
Sein Nachfolger an der Fachabteilung war Reiner Rummel.